# Éssera

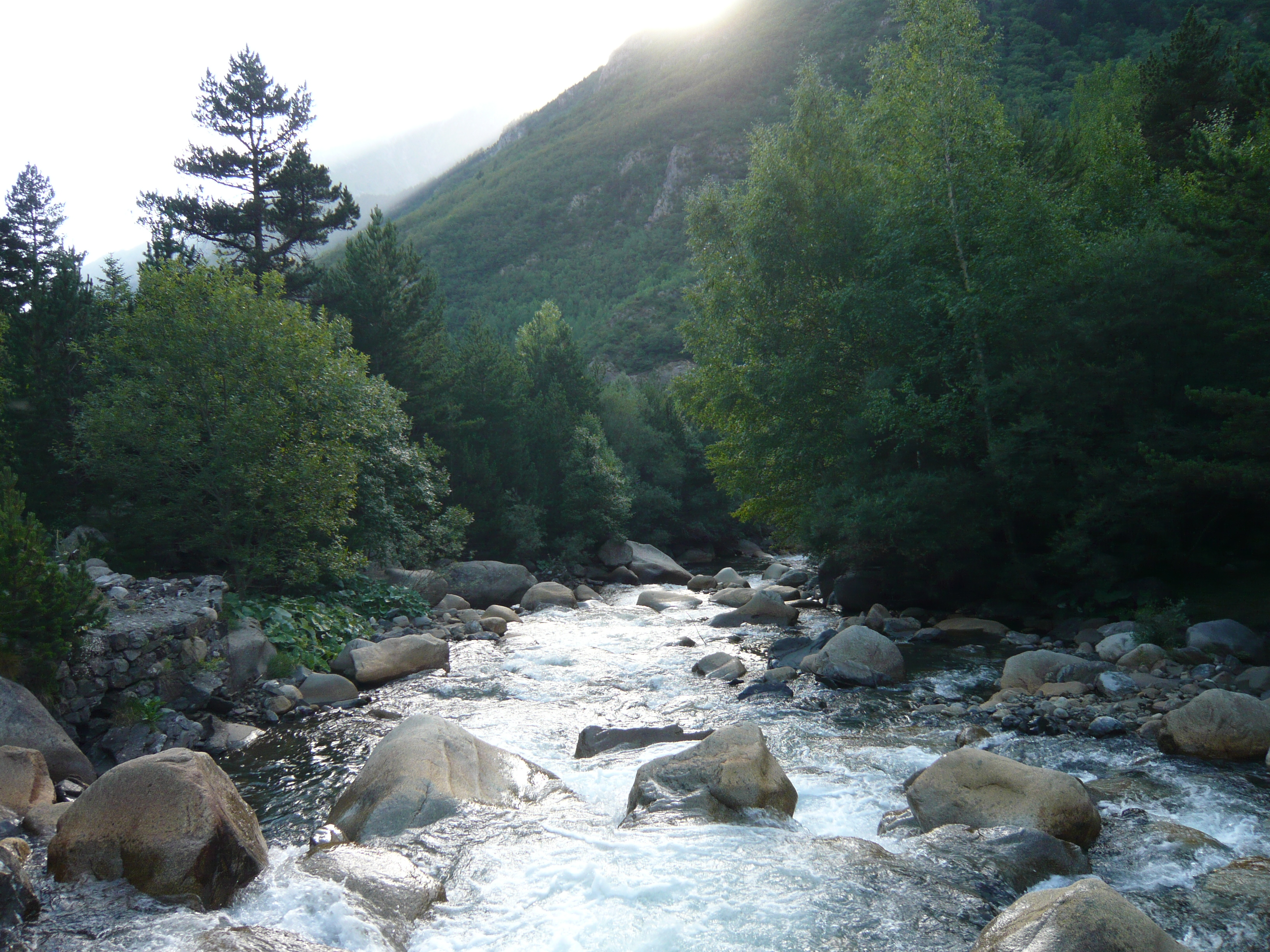
Riu Éssera

L'Éssera és un riu aragonès, afluent, per l'esquerra, del Cinca, de 86 km. Neix al vessant nord del massís de la Maladeta, a 2.500 metres d'altitud. És un riu típicament pirinenc, alimentat per la fusió de la glacera de l'Aneto i l'alta pluviositat de la seva capçalera. A la seva vall, hi ha nuclis de població en les seves ribes, com ara Benasc, Grist i Campo. A Graus, rep una important aportació amb el riu Isàvena. Aigües avall d'aquesta població, les seves aigües queden embassades al pantà de Barasona, del qual arrenca el canal d'Aragó i Catalunya.

## Frontera lingüística
La vall de l'Éssera forma el sector occidental de l'antic comtat de Ribagorça. Des del punt de vista lingüístic, és una zona de transició entre els parlars catalans i els aragonesos: a la capçalera (vall de Benasc), el parlar ha mantingut una major part de trets catalans (benasquès), igual com als sectors més orientals: La Vall de Lierp, Merli i Nocelles, Jusseu, Torres del Bisbe i Aler, a més de la vall de l'Isàvena, catalana, aigua amunt de Capella. A la resta de la vall, especialment al seu centre, Graus, els parlars s'han castellanitzat ràpidament des del segle xvi (ribagorçà).

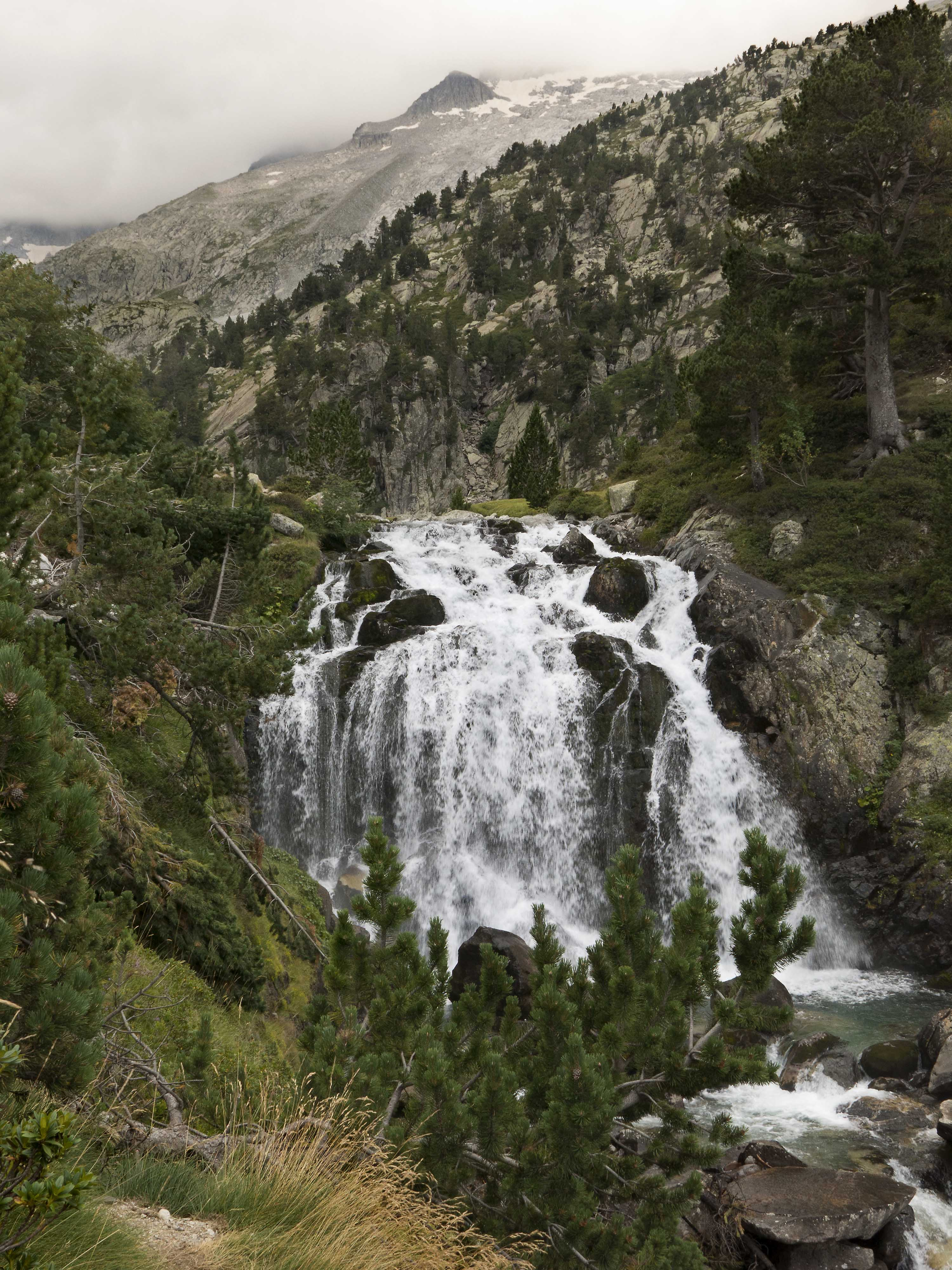
Forat d'Aigualluts, al costat del riu Éssera

## Estanys i afluents
- Aigüeta de Grist[2]
- Aigüeta de la Vall[3]
- Estany de Lliterola[4]
- Estany de Llosars[5]
- Estanys de Bagüenya[6]
- Estanys de vall Hiverna i riu de vall Hiverna[7]
- Rialbo o barranc de Llert[8]
- Barranc de Vacamorta[9]
- Barranc dels Ivons[2]
- Riu de Bissaürri[10]
- Riu Estós
  - Riu de Vaticielles[11]
    - Estany de Perramó i Estany de la Tartera de Perramó[12]
- Riu de Gavàs[13]
- Riu Isàvena
  - Barranc de Carrasquer[14]
  - Riu Blanc o barranc d'Espés[15]
  - Barranc de Sant Esteve[16]
  - Riu de Vilacarle[17]
    - Barranc de la Paúl[18]
- Torrent de Penyascaró[19]
- Torrent d'Urmella[20]
- Barranc de Viu[21]